# Kiel (Wisconsin)
Kiel è un comune degli Stati Uniti d'America, situato parte nella contea di Manitowoc e parte nella contea di Calumet, nello Stato del Wisconsin.
La popolazione, al censimento del 2000, era di 3 450 abitanti.

## Galleria d'immagini

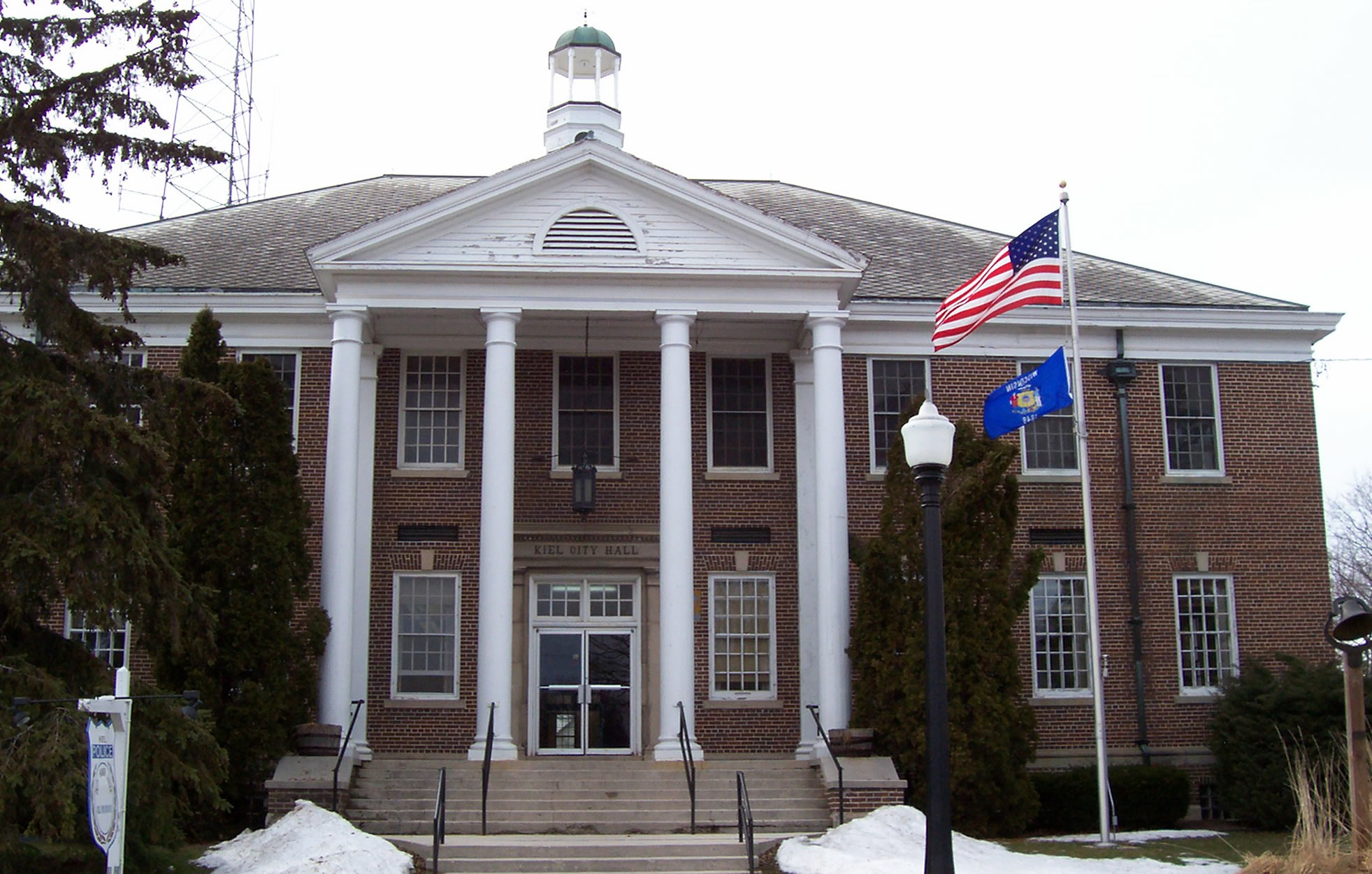
La City Hall di Kiel
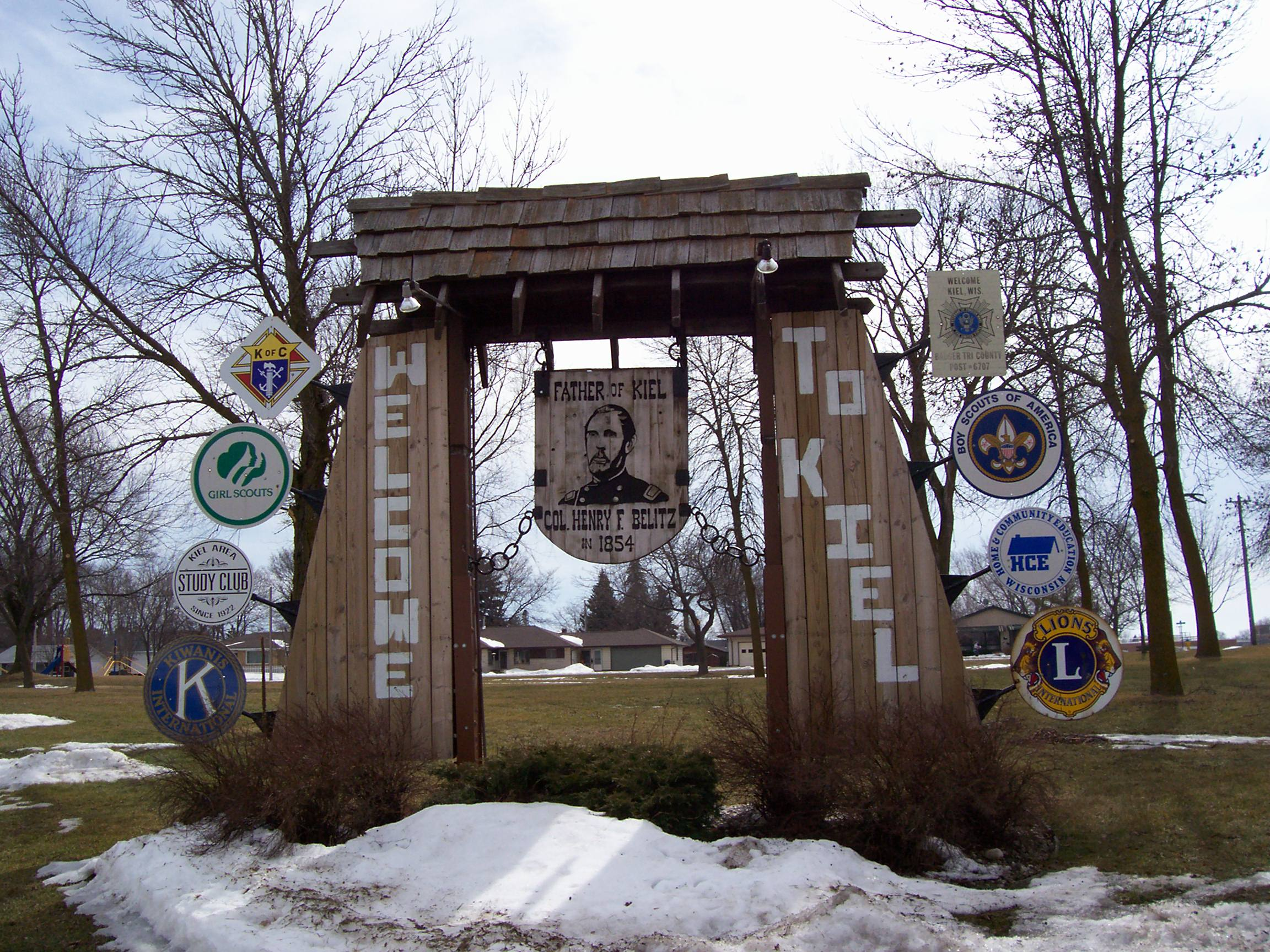
Cartello di benvenuto
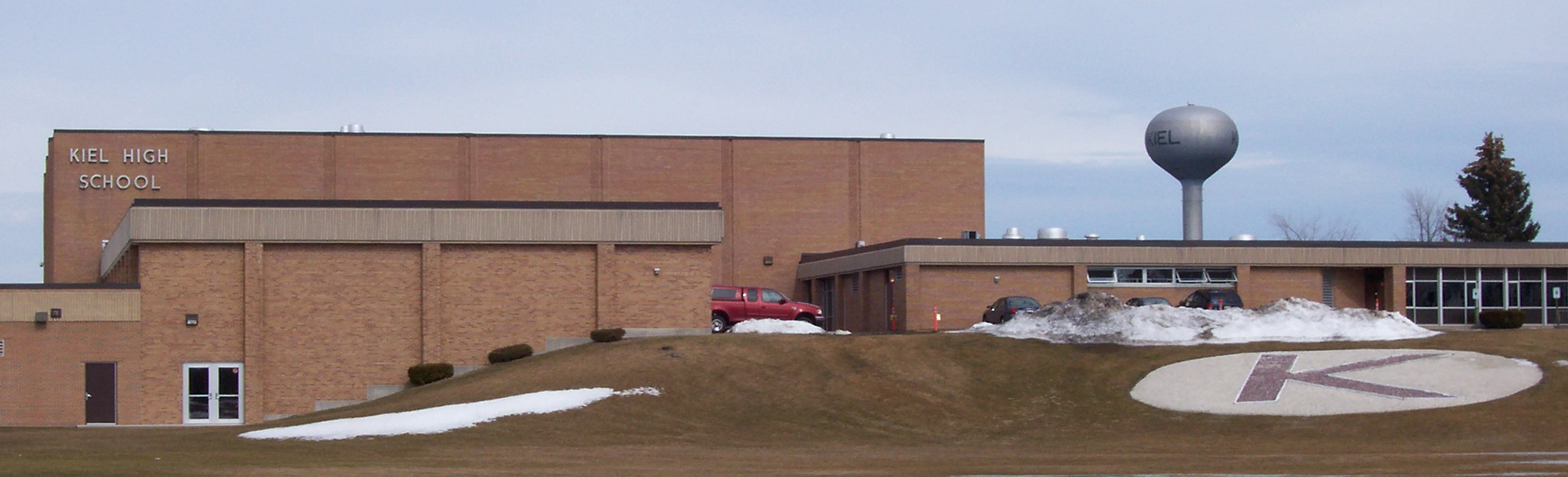
La high school di Kiel
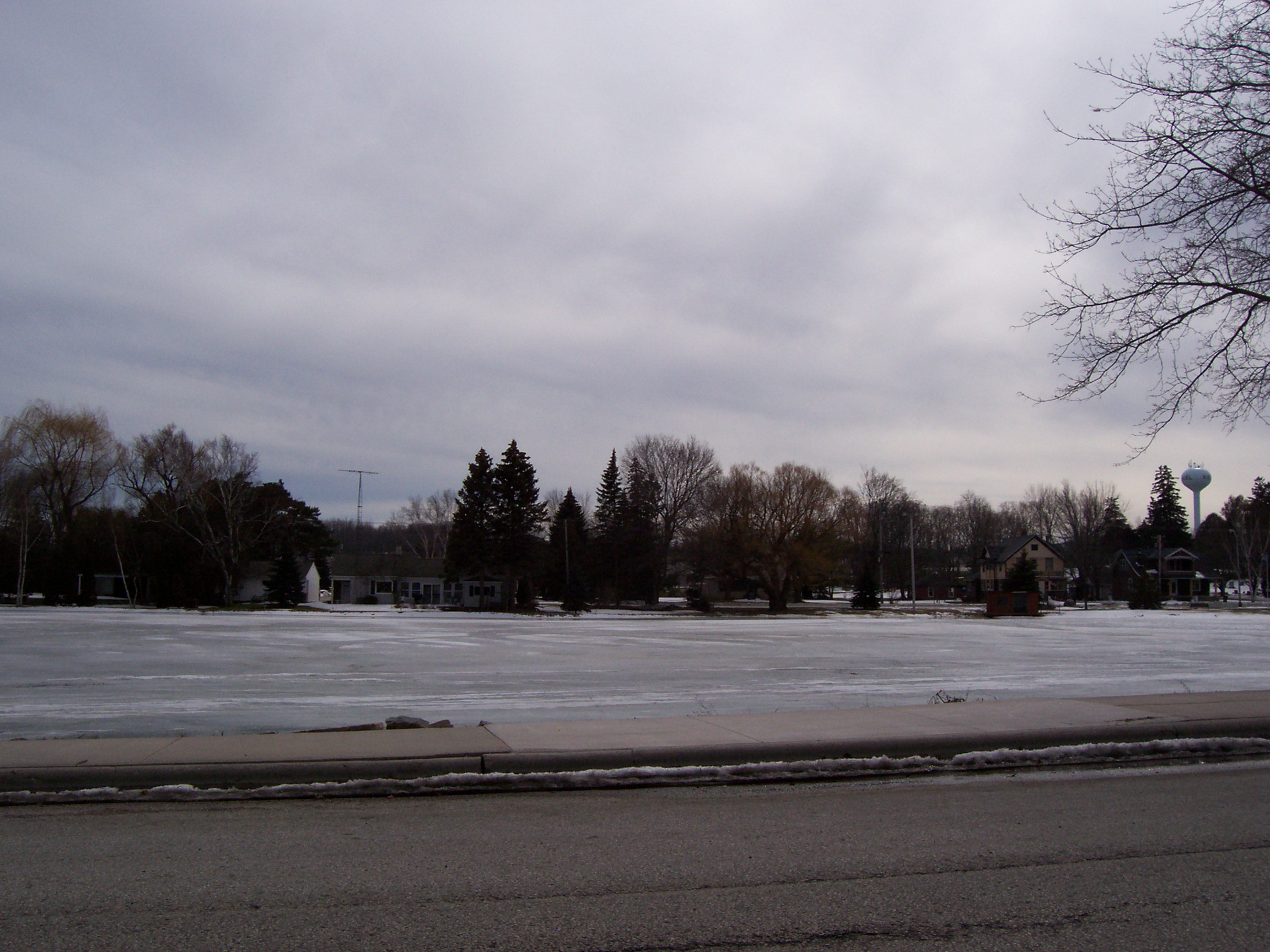
Il Sheboygan River in inverno
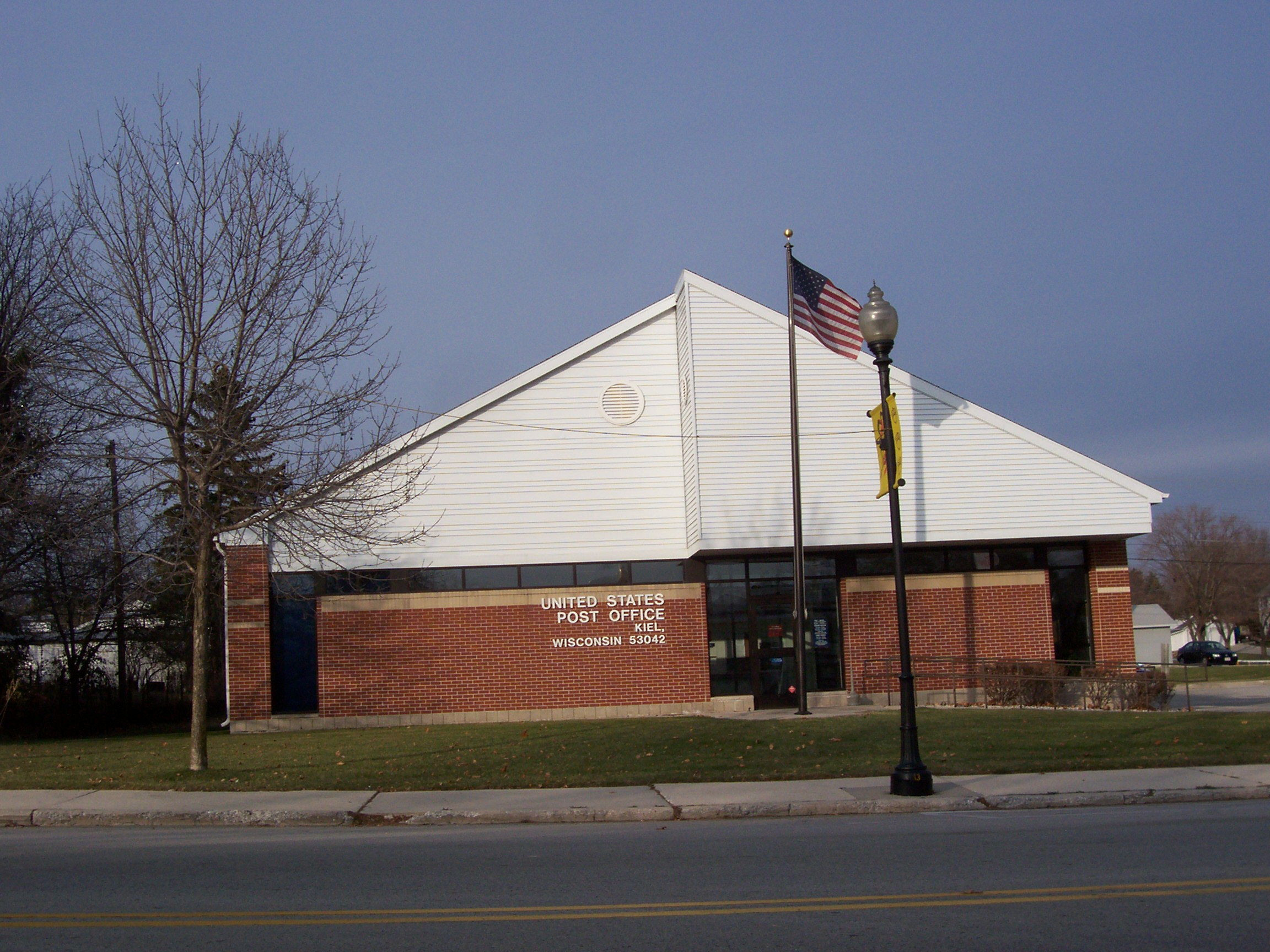
L'ufficio postale
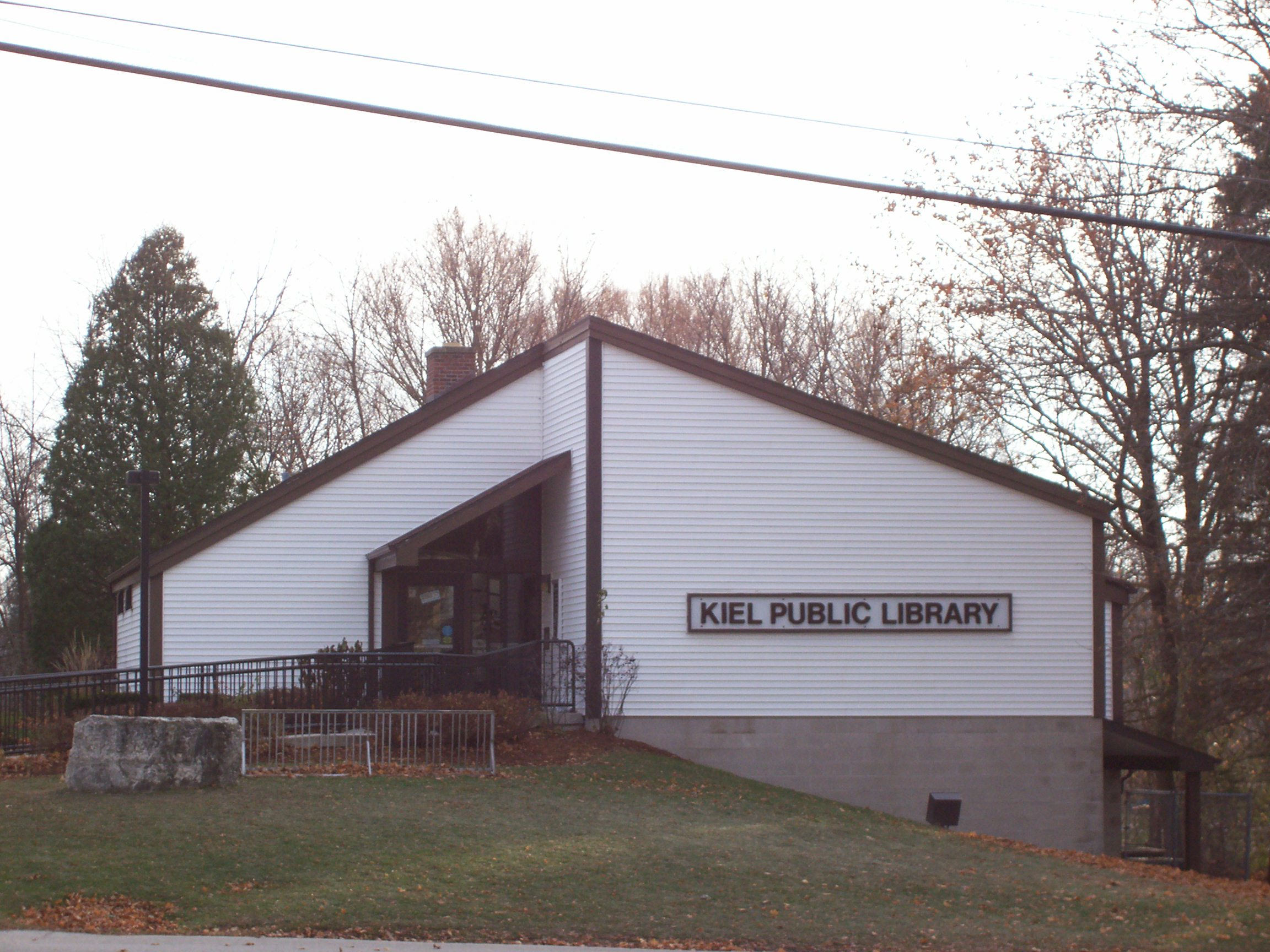
La libreria pubblica